# Petaling Jaya
Petaling Jaya (kiejtve: Petaling Dzsaja, a helyiek közt gyakran csak P.J.) város Malajziában, a Maláj-félsziget középső részének nyugati partja közelében. Kuala Lumpur közelében fekszik. Lakossága 639 ezer fő volt 2010-ben, melynek több mint fele kínai származású.
Hatalmas lakóépületek, továbbá családi házak, nagy bevásárlóközpontok jellemzik. Több egyetemmel rendelkezik.
Fő gazdasági ágazatok a nyersanyagok feldolgozása, fogyasztói termékek gyártása, az elektronikai ipar, a magas technológiai iparágak.
A város körzetekre (seksyen) van felosztva. A legtöbb gyár és üzem a 13, 19, 51 és 51A körzetben található.

## Látnivalók

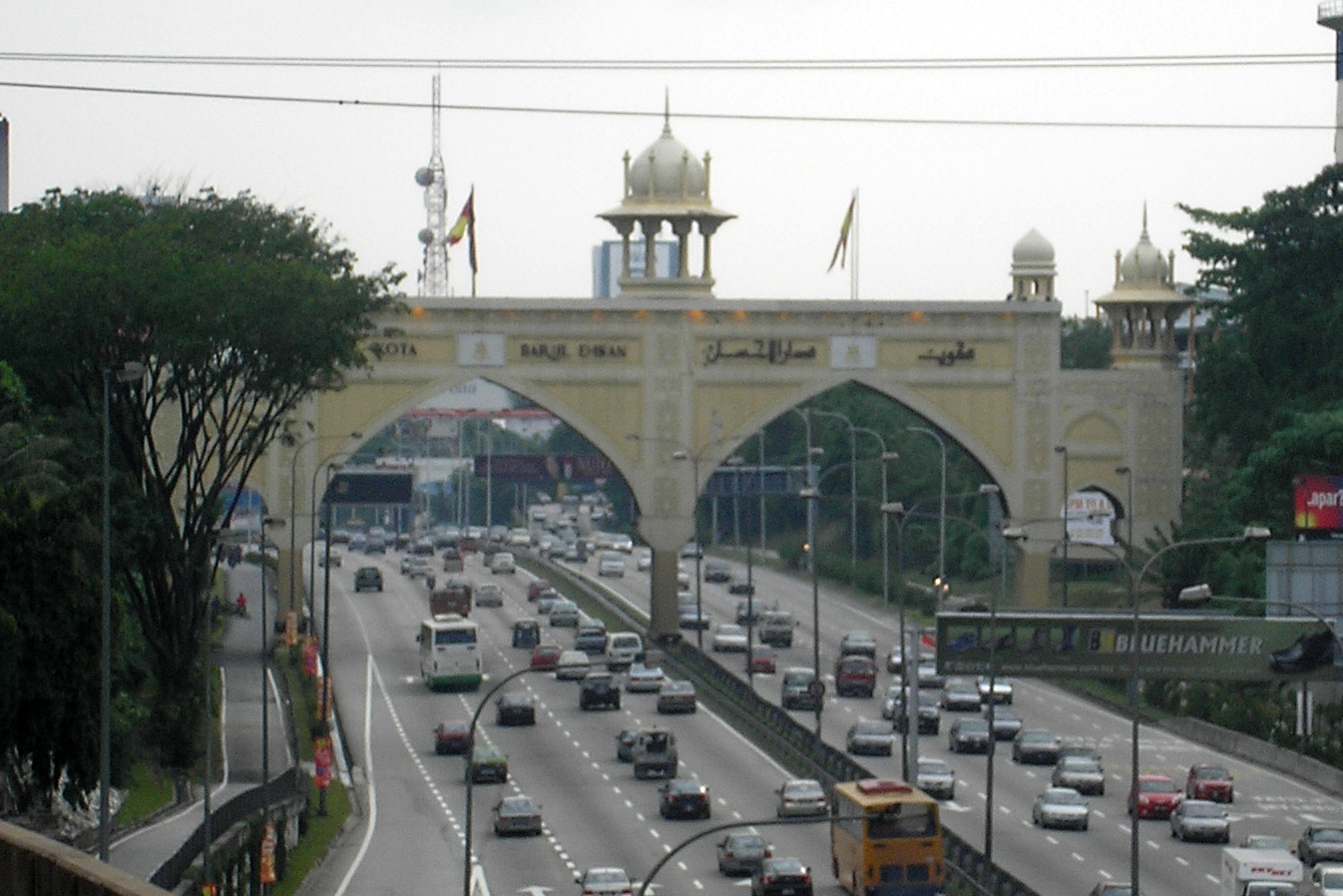
Kota Darul Ehsan (városkapu)

### Templomok, mecsetek
- Masjid Jamek Sultan Abdul Aziz Shah a város legrégebbi mecsete
- Chetawan thai buddhista templom
- Sri Sithi Vinayagar és a Mariamman hindu templomok

### Szórakoztató központok
- Sunway Lagoon vidámpark a vele egybeépült Subang Jaya területén

## Fordítás
- Ez a szócikk részben vagy egészben  a   Petaling Jaya című angol Wikipédia-szócikk fordításán alapul.  Az eredeti cikk szerkesztőit annak laptörténete sorolja fel. Ez a jelzés csupán a megfogalmazás eredetét és a szerzői jogokat jelzi, nem szolgál a cikkben szereplő információk forrásmegjelöléseként.
- Ez a szócikk részben vagy egészben  a   Petaling Jaya című német Wikipédia-szócikk fordításán alapul.  Az eredeti cikk szerkesztőit annak laptörténete sorolja fel. Ez a jelzés csupán a megfogalmazás eredetét és a szerzői jogokat jelzi, nem szolgál a cikkben szereplő információk forrásmegjelöléseként.